# بورک (ناحیه ییچین)
بورک (به چکی: Borek) یک منطقهٔ مسکونی در جمهوری چک است که در شهرستان ییچین واقع شده‌است.